# Episodi di Castle Rock (seconda stagione)
La seconda stagione della serie televisiva Castle Rock, composta da 10 episodi, è stata distribuita negli Stati Uniti dal 23 ottobre 2019 su Hulu. In Italia è stata distribuita il 13 febbraio 2020 su Starz Play.
| n° | Titolo originale   | Titolo italiano            | Pubblicazione USA | Pubblicazione Italia |
| -- | ------------------ | -------------------------- | ----------------- | -------------------- |
| 1  | Let the River Run  | Lascia che il fiume scorra | 23 ottobre 2019   | 13 febbraio 2020     |
| 2  | New Jerusalem      | New Jerusalem              | 23 ottobre 2019   | 13 febbraio 2020     |
| 3  | Ties that Bind     | Legami che uniscono        | 23 ottobre 2019   | 13 febbraio 2020     |
| 4  | Restore Hope       | Ridare speranza            | 30 ottobre 2019   | 13 febbraio 2020     |
| 5  | The Laughing Place | Il posto del gran ridere   | 6 novembre 2019   | 13 febbraio 2020     |
| 6  | The Mother         | La madre                   | 13 novembre 2019  | 13 febbraio 2020     |
| 7  | The Word           | La parola                  | 20 novembre 2019  | 13 febbraio 2020     |
| 8  | Dirty              | Sporco                     | 27 novembre 2019  | 13 febbraio 2020     |
| 9  | Caveat Emptor      | Caveat Emptor              | 4 dicembre 2019   | 13 febbraio 2020     |
| 10 | Clean              | Pulito                     | 11 dicembre 2019  | 13 febbraio 2020     |